# Campeonato Europeo de Curling Femenino de 2014
El XL Campeonato Europeo de Curling Femenino se celebró en Champéry (Suiza) entre el 22 y el 29 de noviembre de 2014 bajo la organización de la Federación Mundial de Curling (WCF) y la Federación Suiza de Curling.
Las competiciones se realizaron en la Palladium de Champéry.

## Tabla de posiciones
| Pos | Equipo          | G | P | G–P |
| --- | --------------- | - | - | --- |
| 1   | Rusia           | 9 | 0 | –   |
| 2   | Suiza           | 6 | 3 | 1–1 |
| 3   | Escocia         | 6 | 3 | 1–1 |
| 4   | Dinamarca       | 6 | 3 | 1–1 |
| 5   | Suecia          | 5 | 4 | 1–0 |
| 6   | Finlandia       | 5 | 4 | 0–1 |
| 7   | Alemania        | 4 | 5 | –   |
| 8   | Estonia         | 2 | 7 | –   |
| 9   | Letonia         | 1 | 8 | 1–0 |
| 10  | República Checa | 1 | 8 | 0–1 |

## Cuadro final
|  | Clasif. a semifinal | Clasif. a semifinal | Clasif. a semifinal |  |  | Semifinal | Semifinal |  |              | Final        | Final |
|  |                     |                     |                     |  |  |           |           |  |              |              |       |
|  | 1                   | Rusia               | 5                   |  |  |           |           |  |              |              |       |
|  | 2                   | Suiza               | 6                   |  |  |           |           |  |              | Suiza        | 8     |
|  |                     |                     |                     |  |  | Rusia     | 9         |  | Rusia        | 7            |       |
|  |                     | Dinamarca           | 4                   |  |  |           |           |  |              |              |       |
|  | 3                   | Escocia             | 3                   |  |  |           |           |  | Tercer lugar | Tercer lugar |       |
|  | 4                   | Dinamarca           | 8                   |  |  |           |           |  |              |              |       |
|  |                     |                     |                     |  |  |           |           |  |              | Dinamarca    | 4     |
|  |                     |                     |                     |  |  |           |           |  |              | Escocia      | 8     |

## Medallistas
| Evento | Oro                                                                                           | Plata                                                                                              | Bronce                                                                |
| ------ | --------------------------------------------------------------------------------------------- | -------------------------------------------------------------------------------------------------- | --------------------------------------------------------------------- |
| Equipo | Suiza · Binia Feltscher · Irene Schori · Franziska Kaufmann · Christine Urech · Carole Howald | Rusia · Anna Sidorova · Margarita Fomina · Alexandra Saitova · Yekaterina Galkina · Nkeiruka Yezej | Escocia Eve Muirhead Anna Sloan Victoria Adams Sarah Reid Lauren Gray |